# 集水井
集水井（しゅうすいせい）は、井戸の一種。鉛直方向に掘られた立坑、水平方向に延びる集水孔（管）からなる。別名、満州井戸（まんしゅういど）。

## 歴史
第二次世界大戦以前、満州井戸として水不足で悩まされていた中国東北部で清水本之助によって考案された。満州井戸は、効率よく伏流水を集めるために、立坑から放射状に集水管を配することで効率的な集水を可能とした。戦後の日本では、地下ダムから農業用水のくみ上げに用いられるほか、地すべりの移動を促す有害な地下水の除去を行うために用いられるようになった。

## 地すべり防止工の集水井

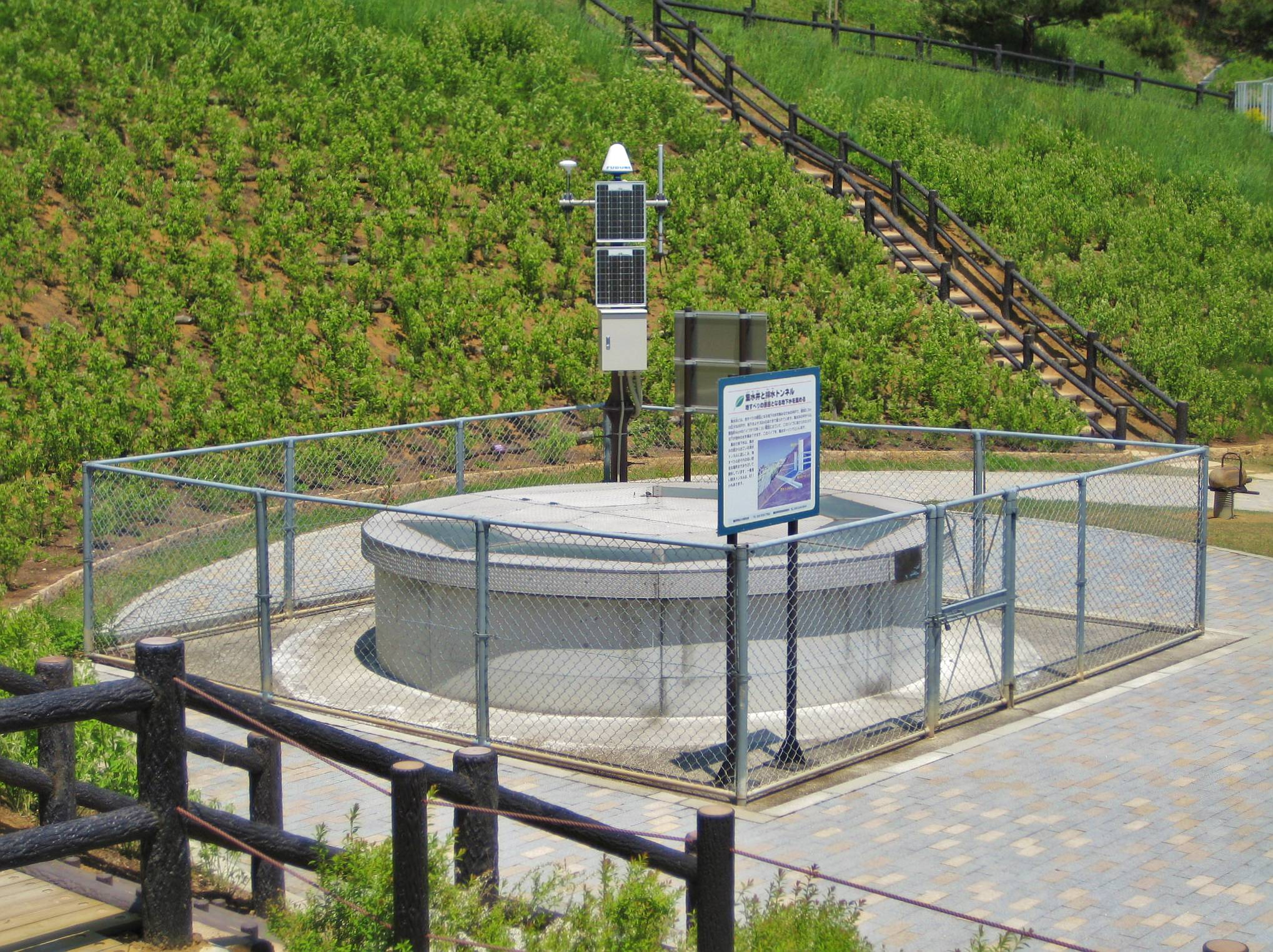
長野県地附山の集水井

地すべり防止工の集水井の立坑は、重機（ショベルカーやクラムシェル）で地盤を掘り下げ、ライナープレートで周囲を覆いながら更に掘り下げていく。結果的に井戸の直径は、井戸の中で重機が安全に活動して排土ができる大きさとなる。効率的な排水が可能となる深さまで掘り下げ、底部から外部へ排水用の横ボーリングを、壁面から地すべり面付近の帯水層へ向けて扇形に多数の横ボーリングを打つ。完成時には上部に転落防止用の蓋が掛けられる。